# Драфт НХЛ 1982
Драфт НХЛ 1982 відбувся в Монреаль-форумі в Монреалі (Квебек).

## Вибір за раундом
Нижче поданий список гравців, обраних на Драфті НХЛ 1982 року.
|  | = Всі зірки НХЛ |  |  | = Члени Зали слави |

### Перший раунд
| Вибір # | Гравець        | Позиція        | Національність | Команда НХЛ          | Попередня команда                 |
| --- | -------------- | -------------- | -------------- | -------------------- | --------------------------------- |
| 1 | Горд Клузак    | захисник       | Канада         | Бостон Брюїнс        | Біллінгс Бігорнс (ЗХЛ)            |
| 2 | Браян Беллоуз  | правий крайній | Канада         | Міннесота Норз-Старс | Кітченер Рейнджерс (ОХЛ)          |
| 3 | Гері Найлунд   | захисник       | Канада         | Торонто Мейпл-Ліфс   | Портленд Вінтер-Гокс (ЗХЛ)        |
| 4 | Рон Саттер     | центровий      | Канада         | Філадельфія Флайєрс  | Летбридж Бронкос (ЗХЛ)            |
| 5 | Скотт Стівенс  | захисник       | Канада         | Вашингтон Кепіталс   | Кітченер Рейнджерс (ОХЛ)          |
| 6 | Філ Гауслі     | захисник       | США            | Баффало Сейбрс       | Саус Сент-Пол Г.С. (USHS - MH)    |
| 7 | Кен Яремчук    | центровий      | Канада         | Чикаго Блекгокс      | Портленд Вінтер-Гокс (ЗХЛ)        |
| 8 | Рокі Троттьє   | центровий      | Канада         | Нью-Джерсі Девілс    | Біллінгс Бігорнс (ЗХЛ)            |
| 9 | Пол Сайр       | лівий крайній  | Канада         | Баффало Сейбрс       | Вікторія Кугарс (ЗХЛ)             |
| 10 | Річ Саттер     | правий крайній | Канада         | Піттсбург Пінгвінс   | Летбридж Бронкос (ЗХЛ)            |
| 11 | Мішель Петі    | захисник       | Канада         | Ванкувер Канакс      | Шербрук Касторс (ГЮХЛК)           |
| 12 | Джим Кайт      | захисник       | Канада         | Вінніпег Джетс       | Корнуол Ройалс (ОХЛ)              |
| 13 | Девід Шоу      | захисник       | Канада         | Квебек Нордікс       | Кітченер Рейнджерс (ОХЛ)          |
| 14 | Пол Лоулесс    | лівий крайній  | Канада         | Гартфорд Вейлерс     | Віндзор Спітфайєрс (ОХЛ)          |
| 15 | Кріс Контос    | центровий      | Канада         | Нью-Йорк Рейнджерс   | Торонто Марлборос (ОХЛ)           |
| 16 | Дейв Андрейчук | центровий      | Канада         | Баффало Сейбрс       | Ошава Дженералс (ОХЛ)             |
| 17 | Мюррей Крейвен | центровий      | Канада         | Детройт Ред-Вінгс    | Медисин-Гет Тайгерс (ЗХЛ)         |
| 18 | Кен Данейко    | захисник       | Канада         | Нью-Джерсі Девілс    | Сієтл Брейкерс (ЗХЛ)              |
| 19 | Ален Еру       | лівий крайній  | Канада         | Монреаль Канадієнс   | Шікутімі Сагенеенс (ГЮХЛК)        |
| 20 | Джим Плейфейр  | захисник       | Канада         | Едмонтон Ойлерс      | Портленд Вінтер-Гокс (ЗХЛ)        |
| 21 | Патрік Флетлі  | правий крайній | Канада         | Нью-Йорк Айлендерс   | Вісконсинський університет (ЗУХА) |
| Посилання: 1982 NHL Entry Draft hockeydraftcentral.com. Архів оригіналу за 30 червня 2009. Процитовано 16 січня 2010. (англ.) |                |                |                |                      |                                   |

### Другий раунд
| Вибір # | Гравець         | Позиція        | Національність | Команда НХЛ        | Попередня команда               |
| --- | --------------- | -------------- | -------------- | ------------------ | ------------------------------- |
| 22 | Браян Каррен    | захисник       | Канада         | Бостон Брюїнс      | Портленд (ЗХЛ)                  |
| 23 | Ів Курто        | правий крайній | Канада         | Детройт Ред-Вінгс  | Лавал (ГЮХЛК)                   |
| 24 | Гері Лімен      | захисник       | Канада         | Торонто Мейпл-Ліфс | Ріджайна (ЗХЛ)                  |
| 25 | Петер Ігначак   | центровий      | Чехословаччина | Торонто Мейпл-Ліфс | Спарта (Прага) (Чехословаччина) |
| 26 | Майк Андерсон   | центровий      | США            | Баффало Сейбрс     | Норс Сент-Пол Міннесота Г.С.    |
| 27 | Майк Гідт       | захисник       | Канада         | Лос-Анджелес Кінгс | Калгарі (ЗХЛ)                   |
| 28 | Рене Бадо       | захисник       | Канада         | Чикаго Блекгокс    | Квебек (ГЮХЛК)                  |
| 29 | Дейв Райєрсон   | захисник       | Канада         | Калгарі Флеймс     | Принс-Альберт (SJHL)            |
| 30 | Йенс Йоганссон  | захисник       | Швеція         | Баффало Сейбрс     | Пітео (Швеція)                  |
| 31 | Жослен Говро    | захисник       | Канада         | Монреаль Канадієнс | Гренбі (ГЮХЛК)                  |
| 32 | Кент Карлсон    | захисник       | США            | Монреаль Канадієнс | Сент-Лоуренс (ECAC)             |
| 33 | Девід Мейлі     | лівий крайній  | США            | Монреаль Канадієнс | Едіна (Міннесота) Г.С.          |
| 34 | Пол Джилліс     | центровий      | Канада         | Квебек Нордікс     | Ніагара-Фоллс (ОХЛ)             |
| 35 | Марк Патерсон   | захисник       | Канада         | Гартфорд Вейлерс   | Оттава (ОХЛ)                    |
| 36 | Томас Сандстрем | правий крайній | Швеція         | Нью-Йорк Рейнджерс | Фагерста (Швеція)               |
| 37 | Річард Кромм    | лівий крайній  | Канада         | Калгарі Флеймс     | Портленд (ЗХЛ)                  |
| 38 | Тім Гриневіч    | лівий крайній  | Канада         | Піттсбург Пінгвінс | Садбері (ОХЛ)                   |
| 39 | Ліндон Байєрс   | правий крайній | Канада         | Бостон Брюїнс      | Ріджайна (ЗХЛ)                  |
| 40 | Скотт Сенделін  | захисник       | США            | Монреаль Канадієнс | Гіббінг Міннесота Г.С.          |
| 41 | Стів Грейвс     | лівий крайній  | Канада         | Едмонтон Ойлерс    | Су-Сен-Марі (ОХЛ)               |
| 42 | Верн Сміт       | захисник       | Канада         | Нью-Йорк Айлендерс | Летбридж (ЗХЛ)                  |
| Посилання: 1982 NHL Entry Draft hockeydraftcentral.com. Архів оригіналу за 9 лютого 2010. Процитовано 16 січня 2010. (англ.) |                 |                |                |                    |                                 |

### Третій раунд
| Вибір # | Гравець          | Позиція        | Національність | Команда НХЛ         | Попередня команда       |
| ------- | ---------------- | -------------- | -------------- | ------------------- | ----------------------- |
| 43      | Пет Вербек       | центровий      | Канада         | Нью-Джерсі Девілс   | Садбері Вулвз (ОХЛ)     |
| 45      | Кен Реггет       | воротар        | Канада         | Торонто Мейпл-Ліфс  | Летбридж (ЗХЛ)          |
| 46      | Мирослав Дворжак | захисник       | Чехословаччина | Філадельфія Флайєрс | Мотор (Чехословаччина)  |
| 52      | Трой Лоуні       | лівий крайній  | Канада         | Піттсбург Пінгвінс  | Летбридж (ЗХЛ)          |
| 55      | Маріо Госселен   | воротар        | Канада         | Квебек Нордікс      | Шовініган (КГЮХЛ)       |
| 56      | Кевін Дайнін     | правий крайній | Канада         | Гартфорд Вейлерс    | Університет Денвера     |
| 58      | Мілан Новий      | центровий      | Чехословаччина | Вашингтон Кепіталс  | Кладно (Чехословаччина) |
| 60      | Дейв Рід         | лівий крайній  | Канада         | Бостон Брюїнс       | Петерборо Пітс (ОХЛ)    |

### Четвертий раунд
| Вибір # | Гравець          | Позиція        | Національність | Команда НХЛ          | Попередня команда         |
| ------- | ---------------- | -------------- | -------------- | -------------------- | ------------------------- |
| 67      | Ульф Самуельссон | захисник       | Швеція         | Гартфорд Вейлерс     | Лександ (Швеція)          |
| 68      | Тімо Ютіла       | захисник       | Фінляндія      | Баффало Сейбрс       | Таппара (Фінляндія)       |
| 72      | Марк Лемб        | лівий крайній  | Канада         | Калгарі Флеймс       | Біллінгс Біггорнс (ЗХЛ)   |
| 73      | Владімір Ружичка | центровий      | Чехословаччина | Торонто Мейпл-Ліфс   | Литвинов (Чехословаччина) |
| 75      | Девід Еллетт     | захисник       | Канада         | Вінніпег Джетс       | Оттава 67 (ЦОЮХЛ)         |
| 76      | Їржі Лала        | правий крайній | Чехословаччина | Квебек Нордікс       | Їглава (Чехословаччина)   |
| 77      | Мікаель Г'яльм   | лівий крайній  | Швеція         | Філадельфія Флаєрс   | Орнскольдсвік (Швеція)    |
| 80      | Боб Роуз         | захисник       | Канада         | Міннесота Норт-Старс | Біллінгс Біггорнс (ЗХЛ)   |
| 81      | Душан Пашек      | центровий      | Чехословаччина | Міннесота Норт-Старс | Слован (Чехословаччина)   |
| 83      | Ярослав Поузар   | лівий крайній  | Чехословаччина | Едмонтон Ойлерс      | Мотор (Чехословаччина)    |
| 84      | Алан Керр        | лівий крайній  | Канада         | Нью-Йорк Айлендерс   | Сієттл Брейкерс (ЗХЛ)     |

### П'ятий раунд
| Вибір # | Гравець      | Позиція       | Національність | Команда НХЛ        | Попередня команда        |
| ------- | ------------ | ------------- | -------------- | ------------------ | ------------------------ |
| 86      | Бред Шоу     | захисник      | Канада         | Детройт Ред-Вінгс  | Оттава (ОХЛ)             |
| 87      | Едуард Увіра | захисник      | Чехословаччина | Торонто Мейпл-Ліфс | Їглава (Чехословаччина)  |
| 88      | Рей Ферраро  | центровий     | Канада         | Гартфорд Вейлерс   | Пентінктон Найтс (БКЮХЛ) |
| 89      | Ден Івасон   | центровий     | Канада         | Вашингтон Кепіталс | Камлупс Блейзерс (ЗХЛ)   |
| 100     | Боб Логан    | лівий крайній | Канада         | Баффало Сейбрс     | Вест-Айленд Роялс        |

### Шостий раунд
| Вибір # | Гравець        | Позиція        | Національність | Команда НХЛ        | Попередня команда       |
| ------- | -------------- | -------------- | -------------- | ------------------ | ----------------------- |
| 107     | Клод Вільгрен  | правий крайній | Канада         | Детройт Ред-Вінгс  | Лаваль Вуасон (КГЮХЛ)   |
| 109     | Ренді Гілєн    | лівий крайній  | Канада         | Гартфорд Вейлерс   | Вінніпег Воріорс (ЗХЛ)  |
| 111     | Джефф Паркер   | правий крайній | США            | Баффало Сейбрс     | Марінер                 |
| 113     | Перрі Ганчар   | правий крайній | Канада         | Сент-Луїс Блюз     | Саскатун Блейдс (ЗХЛ)   |
| 119     | Рон Гексталл   | воротар        | Канада         | Філадельфія Флаєрс | Брендон Віт-Кінгс (ЗХЛ) |
| 120     | Тоні Гранато   | лівий крайній  | США            | Нью-Йорк Рейнджерс | Нортвуд-Скул            |
| 121     | Боб Свіні      | центровий      | США            | Бостон Брюїнс      | Актон-Боксборо          |
| 125     | Раймо Сумманен | лівий крайній  | Фінляндія      | Едмонтон Ойлерс    | Лахті (Фінляндія)       |

### Сьомий раунд
| Вибір # | Гравець         | Позиція        | Національність | Команда НХЛ          | Попередня команда       |
| ------- | --------------- | -------------- | -------------- | -------------------- | ----------------------- |
| 134     | Дуг Гілмор      | центровий      | Канада         | Сент-Луїс Блюз       | Корнволл Роялс (ОХЛ)    |
| 140     | Дейв Браун      | правий крайній | Канада         | Філадельфія Флаєрс   | Саскатун Блейдс (ЗХЛ)   |
| 141     | Сергій Капустін | лівий крайній  | СРСР           | Нью-Йорк Рейнджерс   | Спартак (Москва) (СРСР) |
| 143     | Віктор Жлуктов  | лівий крайній  | СРСР           | Міннесота Норт-Старс | ЦСКА (Москва) (СРСР)    |

### Восьмий раунд
| Вибір # | Гравець        | Позиція          | Національність | Команда НХЛ        | Попередня команда   |
| ------- | -------------- | ---------------- | -------------- | ------------------ | ------------------- |
| 152     | Воллес Шрайбер | крайній нападник | Канада         | Вашингтон Кепіталс | Реджайна Петс (ЗХЛ) |

### Дев'ятий раунд
| Вибір # | Гравець          | Позиція        | Національність | Команда НХЛ        | Попередня команда        |
| ------- | ---------------- | -------------- | -------------- | ------------------ | ------------------------ |
| 171     | Мірослав Ігначак | правий крайній | Чехословаччина | Торонто Мейпл-Ліфс | Кошіце (ЧССР)            |
| 181     | Майк Гаф         | лівий крайній  | Канада         | Квебек Нордікс     | Кітченер Рейнджерс (ОХЛ) |
| 183     | Келлі Міллер     | лівий крайній  | США            | Нью-Йорк Рейнджерс | Університет Мічигана     |

### Десятий раунд
| Вибір # | Гравець        | Позиція       | Національність | Команда НХЛ        | Попередня команда         |
| ------- | -------------- | ------------- | -------------- | ------------------ | ------------------------- |
| 193     | Сімо Саарінен  | захисник      | Фінляндія      | Нью-Йорк Рейнджерс | Гельсінкі (Фінляндія)     |
| 196     | Джим Камаццола | лівий крайній | Канада         | Чикаго Блекгокс    | Пенктінктон Найтс (БКЮХЛ) |
| 202     | Вінцент Лукач  | лівий крайній | Чехословаччина | Квебек Нордікс     | Їглава (ЧССР)             |

### Одинадцятий раунд
| Вибір # | Гравець     | Позиція  | Національність | Команда НХЛ        | Попередня команда     |
| ------- | ----------- | -------- | -------------- | ------------------ | --------------------- |
| 211     | Скотт Фуско | захисник | США            | Нью-Йорк Рейнджерс | Гельсінкі (Фінляндія) |

### Дванадцятий раунд
| Вибір # | Гравець       | Позиція | Національність | Команда НХЛ   | Попередня команда               |
| ------- | ------------- | ------- | -------------- | ------------- | ------------------------------- |
| 249     | Бруно Кампезе | воротар | Канада         | Бостон Брюїнс | Університет Північного Мічигана |